# Diane Creech
Diane Creech (* 4. Februar 1963 in Columbus (Georgia), USA) ist eine kanadische Dressurreiterin.

## Lebenslauf
Im Alter von fünf Jahren zog sie nach Deutschland, doch mit 26 Jahren verlegte sie an Weihnachten 1989 ihren Wohnsitz wieder nach Kanada. Sie lebt mit ihrem Mann und den zwei gemeinsamen Kindern in Ontario. Bei den Panamerikanischen Spielen 2007 wurde sie mit Wiona Einzelachte und gewann Mannschaftssilber. Im Jahr 2011 startete sie diesmal  mit Robbie W an den Panamerikanischen Spielen in Guadalajara (Mexiko) im Oktober. Creech trainiert bei Norbert van Laak.

## Pferde
- Wiona (* 1997), Hannoveraner Fuchsstute, Vater: Weltmeyer, Besitzer: Louise & Douglas Leatherdale
- Weltkönigin (* 1995), Hannoveraner Fuchsstute, Vater: Weltmeyer, Besitzer: Louise and Douglas Leatherdale
- Fabienne (* 1999), Westfale, Rappstute, Vater: Florestan, Besitzer: Diane Creech & Ferdinand Haupt
- Devon L (* 2000), Hannoveraner Fuchswallach, Vater: De Niro, Besitzer: Louise & Douglas Leatherdale
- Lascara (* 2002), Hannoveraner Fuchsstute, Vater: Londonderry, Besitzer: Ferdinand Haupt
- Robbie W, Besitzer: Douglas Leatherdale